# Cochlospermum vitifolium
Cochlospermum vitifolium é uma planta da família das Bixaceae com ocorrência no bioma Caatinga do Brasil.